# FC Spumante Cricova
FC Spumante Cricova a fost un club de fotbal din Cricova, Republica Moldova. Echipa a fost înființată în 1994 și a evoluat două sezoane în Divizia Națională, înainte de a se desființa în 1997.